# 34716 Guzzo
34716 Guzzo è un asteroide della fascia principale. Scoperto nel 2001, presenta un'orbita caratterizzata da un semiasse maggiore pari a 2,5298919 au e da un'eccentricità di 0,1006046, inclinata di 2,16511° rispetto all'eclittica.
L’asteroide è dedicato al professore Massimiliano Guzzo.